# James Hawes
James Hawes är en brittisk filmregissör. Han regisserade avsnitt av brittiska TV-serier i flera år, bland annat hela den första säsongen av Slow Horses och flera avsnitt av Black Mirror, innan han gjorde långfilmsdebut med One Life.

## Filmografi (i urval)
- 2016–2018 – Black Mirror (TV-serie)
- 2022 – Slow Horses (TV-serie)
- 2023 – One Life
- 2025 – The Amateur